# 白河怪物
白河怪物（英语：White River Monster）是美国阿肯色州民间传说中出没于白河的神秘生物。虽然在报纸上被称之为“怪物”，但据报道，部分当地居民对其相当喜爱，并称白河怪物为“Whitey”。

## 历史
- 1915年7月1日，白河边种植园主Bramlett Bateman看见一只皮肤灰白、像汽车般宽、有3辆汽车长的怪物在河中游动。随着消息的传播，人们试图拉网捕捉这只怪物，但该计划最终因缺乏资金与材料而终止。[2]

- 1971年，有目击者报告看见一只前额有角的灰色生物，稍晚些时，有人发现了神秘足迹与植被遭到破坏的痕迹。[2]同年，白河木材公司（White River Lumber Company）员工Cloyce Warren拍下已知唯一一张白河怪物的照片。[3][4]

- 1973年，阿肯色州议员罗伯特·哈维（Robert Harvey）签署保护白河怪物的法案，从Old Grand Glaize至Rosie一带的白河区域将作为白河怪物的避难所，在此范围内伤害白河怪物是违反法律的。[2]

## 理论
神秘动物学家罗伊·麦考尔认为，白河怪物是通过密西西比河游至白河的象海豹。

## 流行文化
纪录片《怪兽档案》第二季第7集“White River Monster”以白河怪物为主题创作。